# Clausilioidea
Super-famille
Les Clausilioidea sont une super-famille de gastéropodes terrestres.

## Liste des familles
Selon World Register of Marine Species (26 novembre 2020) :
- famille Clausiliidae J. E. Gray, 1855
- famille Filholiidae Wenz, 1923 †
- famille Palaeostoidae H. Nordsieck, 1986 †